# Maldonado (Esmeraldas)
Maldonado ist eine Ortschaft und eine Parroquia rural („ländliches Kirchspiel“) im Kanton Eloy Alfaro der ecuadorianischen Provinz Esmeraldas. Die Parroquia besitzt eine Fläche von 57,43 km². Die Einwohnerzahl lag im Jahr 2010 bei 1861.

## Lage
Die Parroquia Maldonado liegt im Küstentiefland im Nordwesten von Ecuador. Der nach Westen fließende Río Santiago begrenzt das Gebiet im Norden. Der Hauptort Maldonado befindet sich am Südufer des Río Santiago 21,5 km südsüdöstlich vom Kantonshauptort Valdez. Die Fernstraße E15 (Esmeraldas–San Lorenzo) führt südlich an Maldonado vorbei.
Die Parroquia Maldonado grenzt im Norden und im Osten an die Parroquia Concepción (Kanton San Lorenzo), im Südosten an die Parroquia Timbiré, im Süden an die Parroquia Colón Eloy del María sowie im Westen an die Parroquia Borbón.

## Geschichte
Die Parroquia wurde am 14. August 1922 unter dem Namen "Pedro Vicente Maldonado" gegründet. Namensgeber war Pedro Vicente Maldonado, ein Universalgelehrter, der das heutige Ecuador kartografierte.